# Barbara Prügl

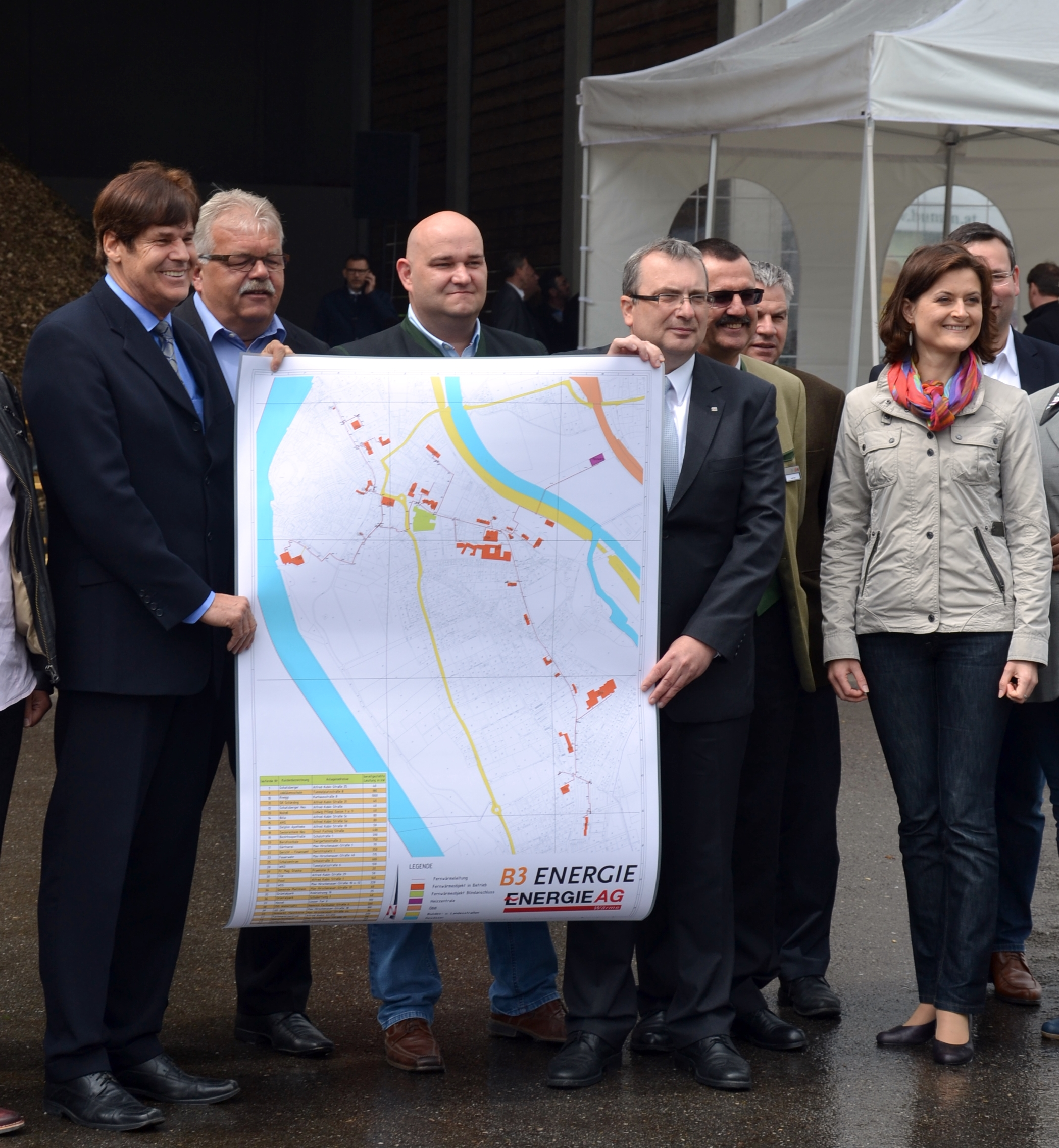
Landtagsabgeordnete Barbara Prügl (rechts) bei der Eröffnung des Biomasseheizwerkes Schärding

Barbara Prügl, bis 5. Mai 2023 Barbara Tausch, (* 8. Jänner 1982 in Schärding) ist eine oberösterreichische Politikerin (ÖVP). Von 2013 bis 2015 und von 2019 bis Oktober 2021 war sie Abgeordnete zum oberösterreichischen Landtag. Seit dem 23. Oktober 2021 ist sie vom Oberösterreichischen Landtag entsandtes Mitglied des Bundesrates.

## Leben
Barbara Prügl besuchte die Handelsakademie in Schärding, wo sie 2001 maturierte. Von 2003 bis 2005 war sie Obfrau der JVP Freinberg und seit 2003 Gemeinderätin der Gemeinde Freinberg. Seit 2012 ist sie Bezirksobfrau der ÖVP Frauen des Bezirks Schärding. Am 18. April 2013 rückte sie mit dem Ausscheiden von Friedrich Bernhofer in den oberösterreichischen Landtag nach, wo sie bis zum Ende der XXVII. Gesetzgebungsperiode tätig war.
Mit 19. September 2019 zog Prügl wieder in den Landtag ein. Sie folgte Martina Pühringer nach, die ihr Mandat zurücklegte. Nach der Landtagswahl 2021 wechselte sie vom Landtag in den Bundesrat.